# Cassida compuncta
Cassida compuncta – gatunek chrząszcza z rodziny stonkowatych i podrodziny tarczykowatych.

## Taksonomia
Gatunek ten opisany został po raz pierwszy w 1855 roku przez Carla Henrika Bohemana pod nazwą Coptocycla compuncta. Jako miejsce typowe wskazano Australię (Nową Holandię). W 1914 roku Franz Spaeth przeniósł ów gatunek do rodzaju Metriona, a w 1990 roku Lech Borowiec umieścił go w rodzaju Cassida.

## Morfologia
Chrząszcz o ciele krótko-owalnym do prawie okrągłego w zarysie, długości od 4,9 do 5,6 mm i szerokości od 3,8 do 4,2 mm. Głowę ma jasnożółtą z przyciemnionymi czterema lub pięcioma ostatnimi członami długich czułków, zaopatrzoną w płaski, mikrosiateczkowany nadustek o szerokości od 1,2 do 1,3 raza większej niż długość. Bladożółte, od 1,5 do 1,6 raza szersze niż dłuższe, najszersze w połowie przedplecze ma niepunktowaną, mikrosiateczkowaną powierzchnię, wypukły dysk i szeroko rozpłaszczone obrzeżenia. Tarczka jest jasnożółta. Pokrywy są jasnożółte z rudą plamą zajmującą prawie cały dysk, niepowykrawaną, sięgającą ósmych rzędów punktów, obejmującą cały szew z wyjątkiem jego szczytu; na tej plamie biegnie nieregularna żółta przepaska. Podstawa pokryw jest szersza od przedplecza, delikatnie, faliście ząbkowana, o wystających ku przodowi kątach barkowych. Punktowanie rzędów jest lekko zaburzone, międzyrzędy są od punktów dwukrotnie szersze, a rzeźba obrzeżeń pokryw jest nierówna. Przedpiersie ma szeroki, silnie ku szczytowi rozszerzony wyrostek międzybiodrowy. Odnóża mają na stopach niezmodyfikowane pazurki.

## Ekologia i występowanie
Owad pierwotnie endemiczny dla Australii, zamieszkujący Queensland i północny wschód Nowej Południowej Walii. Zawleczony został na Fidżi, gdzie stworzył stabilną populację.
Jest fitofagiem żerującym na Ipomoea cairica z rodziny powojowatych.